# Jedlińsk (village)
Pour les articles homonymes, voir Jedlińsk.
Jedlińsk (prononciation : [ˈjɛdliɲsk]) est un village polonais de la gmina de Jedlińsk dans le powiat de Radom de la voïvodie de Mazovie dans le centre-est de la Pologne.
Le village est le siège administratif (chef-lieu) de la gmina appelée gmina de Jedlińsk.
Il se situe à environ 14 kilomètres au nord de Radom (siège de le powiat) et à 79 kilomètres au sud de Varsovie (capitale de la Pologne).
Le village compte approximativement une population de 1 700 habitants.

## Histoire
Jedlińsk a obtenu le statut de ville en 1530. Ces droits urbains ont été révoqués en 1869, alors qu'il faisait partie du Royaume du Congrès sous contrôle russe.
De 1975 à 1998, le village appartenait administrativement à la voïvodie de Radom.